# Presidenti della Giunta di Castiglia e León
Il Presidente della Giunta di Castiglia e León, (in spagnolo Presidente de la Junta de Castilla y León) è il capo del governo della comunità autonoma spagnola di Castiglia e León. Il presidente è il capo della Giunta di Castiglia e León il governo regionale.
L'attuale presidente di Castiglia e León è Alfonso Fernández Mañueco del Partito Popolare, che ricopre la carica dall'11 luglio 2019.

## Elenco
| Immagine                                              | Presidente (Nascita–Morte)                            | Partito                                               | Mandato                                               |
| Presidenti del Consiglio generale di Castiglia e León | Presidenti del Consiglio generale di Castiglia e León | Presidenti del Consiglio generale di Castiglia e León | Presidenti del Consiglio generale di Castiglia e León |
| ----------------------------------------------------- | ----------------------------------------------------- | ----------------------------------------------------- | ----------------------------------------------------- |
|                                                       | Juan Manuel Reol (1933–2008)                          | UCD                                                   | 1978 – 1980                                           |
|                                                       | José Manuel Garcia Verdugol (1954)                    | UCD                                                   | 1980 – 1983                                           |
| Presidenti della Giunta di Castiglia e León           |                                                       |                                                       |                                                       |
|                                                       | Demetrio Madrid (1936)                                | PSOE                                                  | 25 maggio 1983 – 18 novembre 1986                     |
|                                                       | Constantino Nalda (1939)                              | PSOE                                                  | 18 novembre 1986 – 27 luglio 1987                     |
|                                                       | José María Aznar (1953)                               | AP/PP                                                 | 28 luglio 1987 – 16 settembre 1989                    |
|                                                       | Jesús Posada (1945)                                   | PP                                                    | 16 settembre 1989 – 5 luglio 1991                     |
|                                                       | Juan José Lucas (1944)                                | PP                                                    | 5 luglio 1991 – 27 febbraio 2001                      |
|                                                       | Juan Vicente Herrera (1956)                           | PP                                                    | 16 marzo 2001 – 11 luglio 2019                        |
|                                                       | Alfonso Fernández Mañueco (1965)                      | PP                                                    | 11 luglio 2019 – in carica                            |